# 好孕胸章
好孕胸章是在台北市推出的一個胸章或類似功能的貼紙，2010年11月由臺北市政府衛生局推出。
好孕胸章上面寫著「您讓座，我好孕」的字様，供孕婦配載，方便其他人知道其懷孕，在公車或台北捷運列車上可以讓座。
婦女在懷孕初期，可能因為體形變化不大，不易讓他人察覺其為孕婦，在公車或捷運上可能也不好意思主動要求讓位，可能會因久站或車輛搖晃造成身體不適。因此台北市推出好孕胸章，在多個台北捷運車站及醫院/診所婦產科門診皆可索取。